# Жорж Луї Ле Руж
 Жорж Луї Ле Руж  (фр. Georges Louis Le Rouge; 1712, Ганновер — 1790) — французький географ, картограф, гравер і видавець.

## Життєпис
Після 1740 р. отримав титул Королівського інженера-географа..

## Карти України
1769 р. Карта — THÉATRE DE LA GUERRE ENTRE LES RUSSES, LES TURCS, ET LES POLONOIS (Театр воєнних дій між росіянами, турками та поляками). Землі Київського воєводства на Правобережжі та Київської губернії на Лівобережжі аж до Гадяча названі Україною (Ukraine). На території Нової Сербії позначено полковий устрій, зокрема землі полків сербських гусарів (Regiment des Houssards), пандурів (Reg. des Pandours) українського (Reg. des Ukrainiens) та слобідського (Reg. des Slobodiens), a також місце Нової Січі (Setscha ou Retraite des Cosaques Zaporowski)..